# Facultad de Humanidades (UNNE)
La Facultad de Humanidades es una unidad académica dependiente de la Universidad Nacional del Nordeste (UNNE), localizada en la ciudad Resistencia, provincia del Chaco, Argentina. Esta Facultad ocupa un sector dentro del "Campus Resistencia", cuyo acceso es por avenida Las Heras 727. En la institución se cursan profesorados y licenciaturas de ocho carreras y funcionan seis Institutos y un Museo. 

## Reseña histórica
La Facultad de Humanidades abrió sus puertas el lunes 7 de abril de 1958. La inauguración oficial se realizó en el salón que hoy constituye el aula magna. Ese mismo año se iniciaron las actividades de los Profesorados de Historia, Letras y Geografía y al año siguiente (1959) los Profesorados de Filosofía y Ciencias de la Educación.
La Escuela de Humanidades, tal como se la denominó en sus primeros años, nació como parte integrante de la Universidad del Nordeste. Tenía como objetivo convertirse en una auténtica expresión de la realidad regional al servicio de los problemas regionales y concretos de la zona y formar profesores e investigadores que dirigieran sus acciones al mejoramiento del nivel de vida de la región.
El edificio donde comenzó a funcionar la Escuela de Humanidades es el mismo que ocupa en la actualidad. Destinado inicialmente al funcionamiento del Hogar Escuela, se había comenzado a construir en 1953 y a principios de 1958 se hallaba aún inconcluso. En los inicios, se improvisaron tres aulas cuyo único mobiliario eran sillas y pizarrones.
A cuatro meses de iniciadas las actividades, un detalle contribuyó a definir la fisonomía externa del edificio. En el mes de julio, el entonces Decano resolvió la adquisición de una bandera argentina para ser colocada en el frente del edificio. Su costo y el del porta-asta, fue solventado por una colecta efectuada entre profesores, alumnos y empleados. En esa época fue emplazada en el frente del edificio la talla El Toba del escultor D. Carlos Schenone, adquirida especialmente con ese fin.
La Escuela de Humanidades compartió en los primeros tiempos el edificio con la Biblioteca y el Taller de Artes Regional. Posteriormente y, a medida que fue completándose las otras alas del edificio, se trasladaron a ellas las Facultades de Ciencias Económicas, Arquitectura, y el Servicio de Extensión Universitaria y Ampliación de Estudios. Al crearse la Facultad de Ingeniería se completó la ocupación del edificio como está en la actualidad.

## Campus
Esta Facultad ocupa un sector dentro del "Campus Resistencia". Siguiendo el recorrido interno del Campus se puede ingresar por algunos de sus dos frentes. 
Los vestíbulos del edificio se caracterizan por los murales realizados por plásticos de la región: “Alegoría a los estudios universitarios”, Óscar Sánchez (1967); “Las Humanidades”, Eddie Torre (1967); “El Soñador”, Rodolfo Schenone (1998). También en 1967 en el vestíbulo de acceso norte, fue emplazado sobre un pedestal el meteorito denominado “Las Víboras”, extraído por el Dr. William Cassidy de un cráter de la zona de Campo del Cielo. 

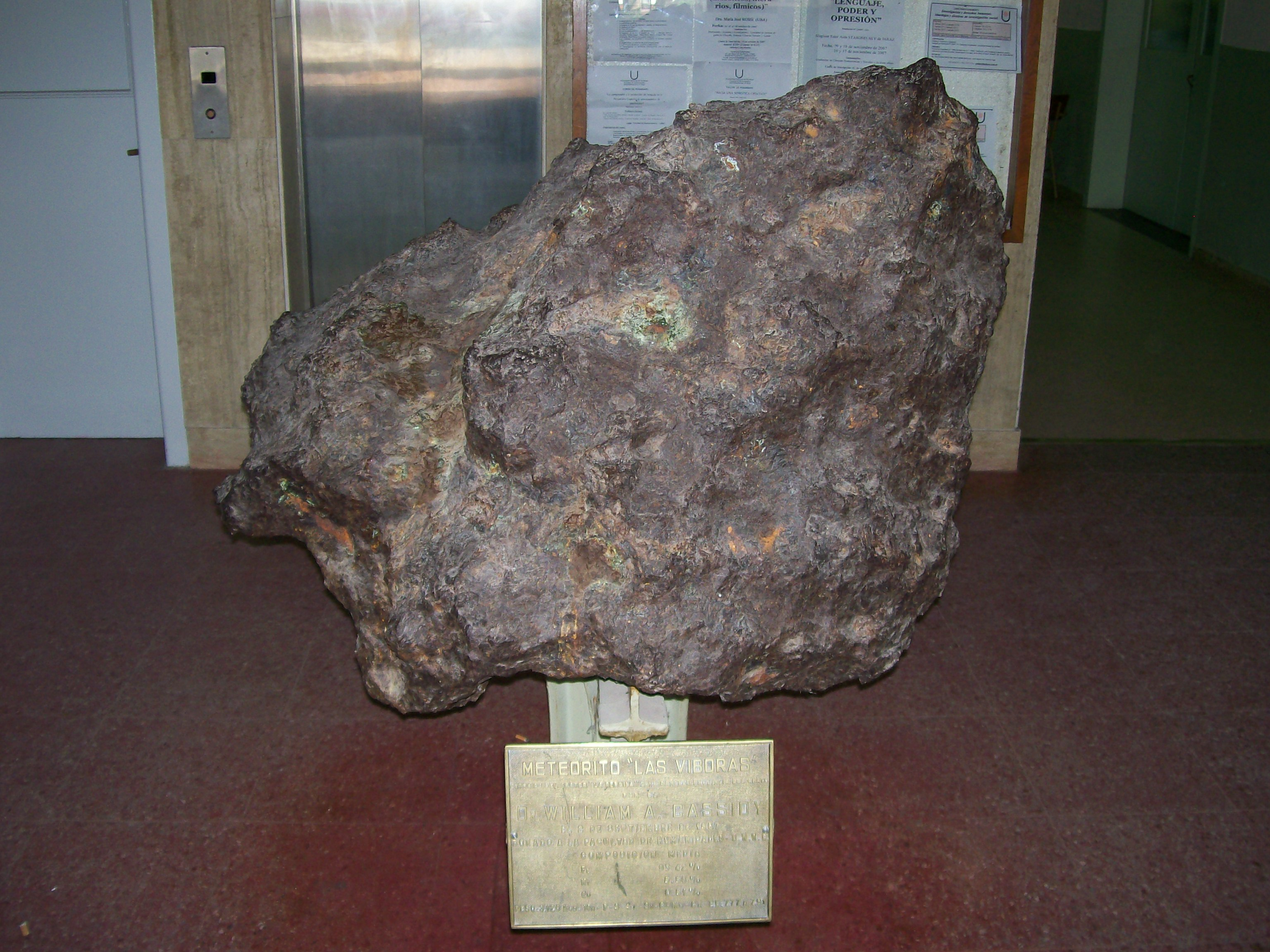
Meteorito "Las Víboras" encontrado y extraído de Campo del Cielo, Argentina. Exhibido de forma permanente en la Facultad de Humanidades de la UNNE.

Por la "fachada norte" se accede al Hall del Meteorito, donde se puede apreciar el meteorito extraído en la zona Campo del Cielo, cercano a la localidad chaqueña de Gancedo, y donado a esta unidad académica. Este acceso deriva a los pasillos que conducen a las aulas de planta baja; las aulas tienen capacidad aproximada para 785 alumnos para el dictado de clases. 

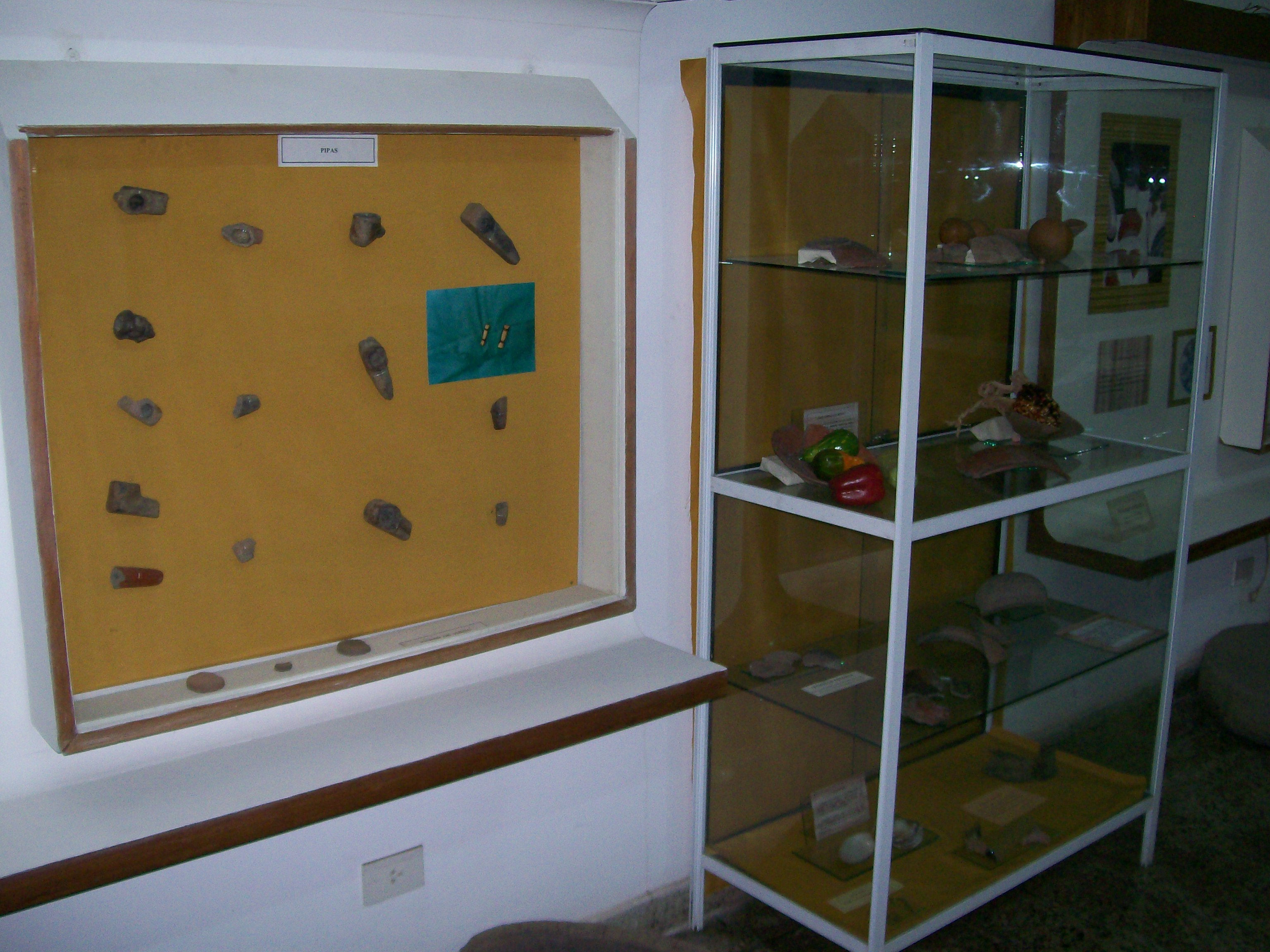
Material arqueológico extraído de las ruinas del km 75 (departamento Maipú, Chaco, Argentina) exhibido en el Museo Regional de Antropología Juan Alfredo Martinet, ciudad de Resistencia, Argentina. El panel derecho exhibe platos, cerámica y objetos varios; y el izquierdo exhibe pipas y piezas de juegos.

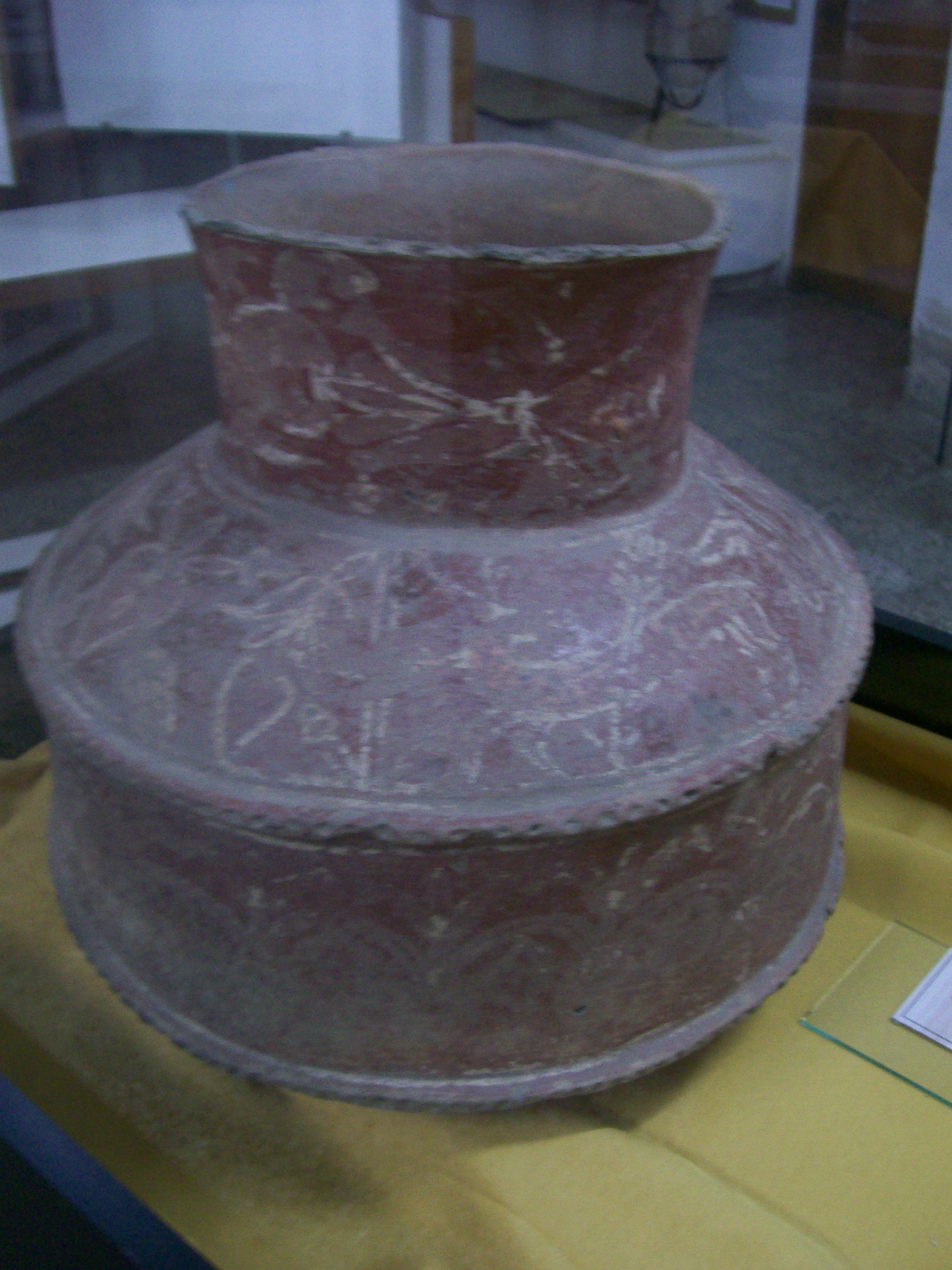
Jarrón encontrado en las ruinas del km 75 (departamento Maipú, Chaco, Argentina) como uno de los pocos objetos conservados en su totalidad que han sido rescatados del yacimiento, y fue descrito como un excelente ejemplo de cerámica guaraní, destacándose su extraña forma y los motivos religiosos (razón por la cual se cree que sirvió para ceremonias católicas). Está exhibido de forma permanente en el Museo de Antropología Juan Alfredo Martinet, Facultad de Humanidades, UNNE (Resistencia, Chaco, Argentina).

En planta baja también se ubica el Museo Regional de Antropología "Juan Alfredo Martinet" que cuenta con una importante colección arqueológica de restos cerámicos procedentes de la ciudad de Concepción del Bermejo (1585-1632) fundada en el Chaco por Juan Torres de Vera y Aragón, como así también objetos etnográficos de las poblaciones aborígenes de la región chaqueña.
También en dicha planta está ubicada la biblioteca para todas las carreras. 
El acceso por "fachada sur" está próximo al Departamento de Estudios de la Facultad, que dispone de computadoras para que los alumnos puedan usarlas como terminales de autoconsulta, además del asesoramiento y atención del Personal de la casa.
En planta alta se ubica un sector destinado a la administración, salón de actos, institutos, departamentos, y además  tres aulas con capacidad total aproximada de 420 alumnos. También dispone de la sala de informática equipada con 30 computadoras. Además se ubica el aula multimedia, para que los docentes puedan utilizar la computadora con Data Video, televisor y videograbadora.
Los vestíbulos del edificio se caracterizan por los exquisitos murales, realizados por destacados plásticos de la región: “Alegoría a los estudios universitarios”, Óscar Sánchez (1967). “Las Humanidades”, Eddie Torre (1967). “El Soñador”, Rodolfo Schenone (1998).

## Titulaciones

### Carreras de grado
Profesorados y Licenciaturas:
- Profesorado en Ciencias de la Educación
- Licenciatura en Ciencias de la Educación
- Licenciatura en Ciencias de la Información - Orientación: 
  - en Archivología:
    - Título de pregrado: Archivista

  - en Bibliotecología:
    - Título de pregrado: Bibliotecario/a

  - Título de grado: Licenciado/a en Ciencias de la Información
- Profesorado en Educación Inicial
- Licenciatura en Educación Inicial
- Profesorado en Filosofía
- Licenciatura en Filosofía
- Profesorado en Geografía
- Licenciatura en Goografía
- Profesorado en Historia
- Licenciatura en Historia
- Profesorado en Letras
- Licenciatura en Letras
- Licenciatura en Comunicación Social

#### Licenciatura en Comunicación Social
La licenciatura en Comunicación Social, perteneciente a la Facultad de Humanidades de la Universidad Nacional del Nordeste (UNNE), es una carrera superior de grado con sede en la ciudad de Corrientes, provincia de Corrientes, República Argentina.
La carrera está dirigida por el Departamento de Comunicación Social, la cual a su vez está integrada por el claustro docente que tiene a su cargo las cátedras y los contenidos dictados. Tanto la licenciatura en Comunicación Social como la Tecnicatura en Periodismo (título de pregrado) tienen su sede en el campus universitario “Sargento Cabral” (ComTuLab).

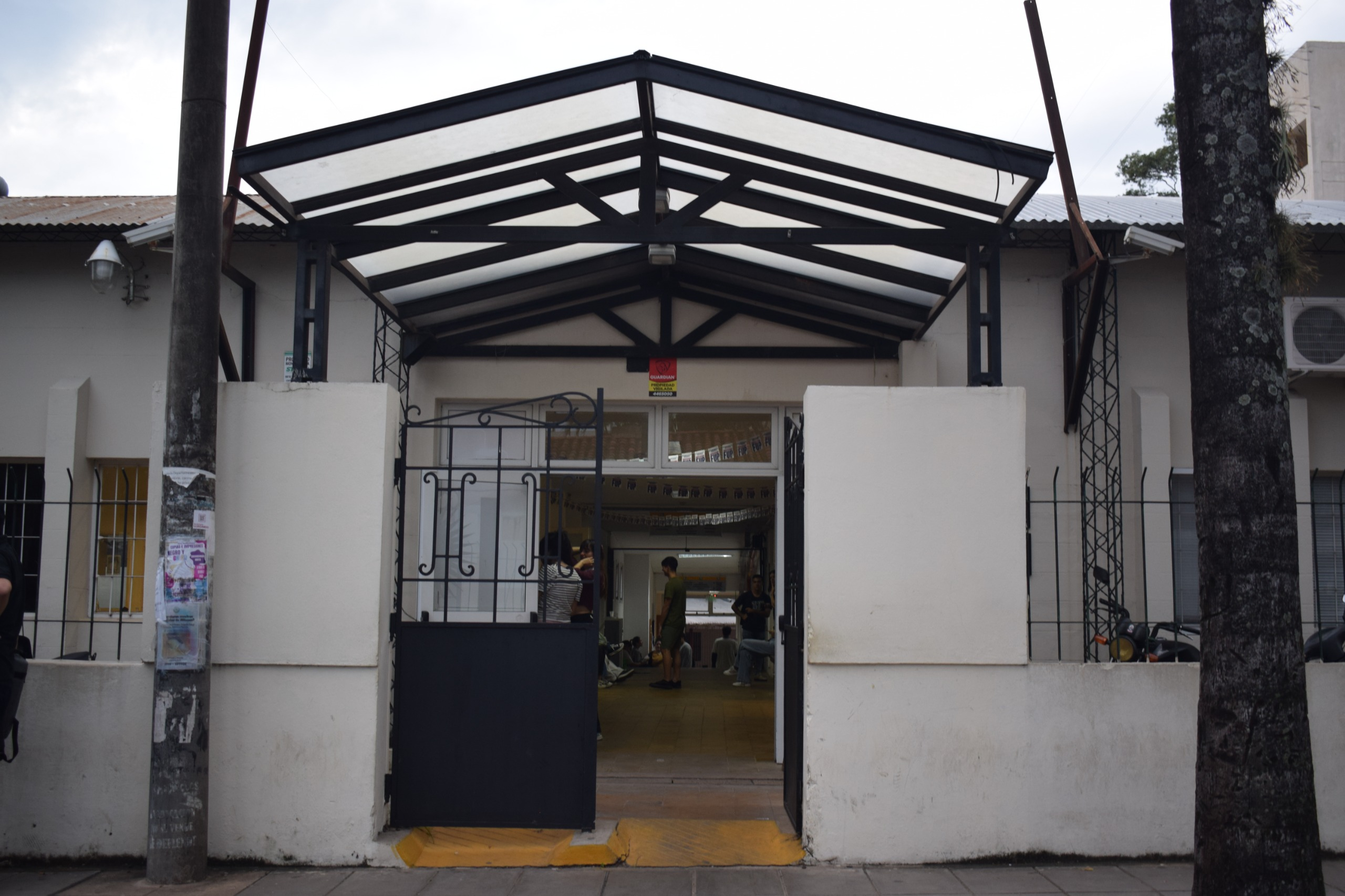
Acceso principal del edificio ComTuLab, sede de la carrera Lic. en Comunicación Social

En el año 1982, a través de un convenio entre el gobierno de la provincia de Corrientes y la Universidad Nacional del Nordeste (UNNE), se inició el proceso de creación y consolidación de la Tecnicatura en Comunicación Social a término, a instancias de Juan Manuel Lubary, quien en ese entonces se desempeñaba como secretario del rector de la universidad, y solicitó se diera forma a unos cursos de formación en extensión sobre periodismo. La carrera comenzó dependiendo durante muchos años del rectorado de la universidad. Las clases se dictaban en la Escuela Sarmiento de la ciudad de Corrientes, sin contar con un espacio físico dedicado exclusivamente a la enseñanza de nivel superior y de carácter universitario.  
La provincia financió la carrera y la UNNE otorgó el aval académico. En 1995 se formalizó una comisión para elaborar una propuesta de grado compuesta por los profesores Marcos Galone, Roberto Satina y Diego Merlo. Luego de muchos meses de movilizaciones y concentraciones por el posible cierre de la carrera, en 1997 se creó la licenciatura de Comunicación Social, mientras que la Tecnicatura en Comunicación Social pasó a denominarse “Tecnicatura en Periodismo”.
Sin embargo, en 1999, durante la crisis económica y social que atravesó Corrientes, el gobierno retiró el financiamiento. Por ese motivo, la UNNE, por decisión de las autoridades, absorbió definitivamente la carrera.  
En 2006 inició el proceso de normalización institucional, y en 2009 se formalizó la incorporación de la carrera a la Facultad de Humanidades de la UNNE,  junto con la creación del Departamento de Comunicación Social. Este paso permitió normalizar los cargos docentes por concurso de antecedentes y oposición.  A partir de entonces muchos profesionales egresados y egresadas de la carrera comenzaron a estar al frente del dictado de clases.
El primer egresado de la licenciatura en Comunicación Social fue Pedro Rettori en el año 2000,  mientras que en 2023 se recibió Nicolás Godoy, primer técnico en periodismo no vidente en Corrientes, sentando así precedente de la apertura a la inclusión que tiene la carrera. 

##### Plan de estudio
La licenciatura en Comunicación Social tiene una duración estimada de cinco años. El plan de estudios prevé un título intermedio de Técnico/a en Periodismo, que se otorga al finalizar el tercer año.
La carga horaria total para el título intermedio es de 1.760 horas, mientras que la carga horaria total de la carrera completa alcanza a 3.016 horas.

##### Perfil del graduado
El graduado en licenciatura en Comunicación Social está capacitado para distintas actividades y campos vinculados al periodismo y a la comunicación: realizar investigaciones sobre procesos, modelos y sistemas comunicacionales; colaborar en el diseño y evaluación de modelos de comunicación social; planificar, instrumentar y evaluar estrategias comunicacionales; realizar diagnósticos en el campo de la comunicación institucional o social; producir, elaborar e implementar mensajes y discursos en distintos formatos; planificar campañas comunicacionales, entre otros.

##### Revista Angirú
Revista Angirú es una revista artesanal y autogestiva creada por estudiantes de la carrera. Angirú es una palabra en guaraní que significa “compañero del alma” y refleja una característica particular del proyecto, el cual es producido por un grupo de siete estudiantes que trabajan en conjunto para cada edición. Es un proyecto periodístico y cultural que busca dar voz a historias significativas desde una mirada crítica y comprometida con lo que pasa en la sociedad. La revista cuenta con una versión digital, aunque su valor distintivo está en la edición impresa. Contiene crónicas, entrevistas, artículos y ensayos.  
Angirú nació en 2023 como respuesta a una necesidad. En su trayecto académico, los estudiantes ya no contaban con materias prácticas relacionadas con la escritura. Frente a esto, decidieron crear su propio espacio de expresión y aprendizaje. Se inspiraron en experiencias similares de otras facultades del país que conocieron gracias a viajes de estudio, y contaron con el acompañamiento y guía de docentes. Es una apuesta por el formato en papel. Cada ejemplar es único: se arma a mano, se cose, se ilustra y se decora con recortes de diarios y revistas.
Aunque el grupo de base está conformado por siete personas —Camila Rodríguez, Maru Ortiz, Zahira Sarapura, Sofía Miño, Victoria Salgado, Julieta Acosta y Nicolás Medina—, la revista está abierta a que más personas se sumen con sus textos. Las convocatorias se amplían con cada edición. El proyecto se sostiene mediante la autogestión, contribuciones solidarias a través de plataformas como "Cafecito", rifas y eventos culturales.

###### Ediciones
La primera edición de Angirú fue lanzada el 7 de junio de 2023 y estuvo dedicada al Día del Periodista. Contó con diez textos escritos por estudiantes de la carrera de Comunicación Social de la UNNE, abordando temas tales como el ejercicio del periodismo, la universidad y algunas experiencias locales, con un enfoque reflexivo y crítico. La segunda edición, llamada Experiencia Angirú, se presentó en octubre de 2024. Esta incluyó contenidos de periodismo social y cultural, con historias de vida, problemáticas regionales y expresiones culturales de Corrientes y Chaco. Participaron estudiantes y otros colaboradores, manteniendo la estética artesanal. La tercera edición fue presentada el 23 de mayo de 2025.

### Centro de Estudios y Prácticas Audiovisuales
El Centro de Estudios y Prácticas Audiovisuales (CEyPA) fue creado el 7 de agosto de 2007  con el objetivo de brindar un espacio para la formación práctica en producción audiovisual.  Desde entonces, ha coordinado actividades relacionadas con la realización de contenidos, bajo la supervisión del profesor Prof.Darío Roman. Con la incorporación de la carrera a la Facultad de Humanidades,se fortalecieron los vínculos con cátedras, proyectos de investigación y producciones estudiantiles.
A lo largo de los años, se impulsaron diversas iniciativas académicas y de extensión, además del armado de un estudio básico de televisión con participación de docentes y estudiantes. Entre los materiales producidos se encuentran documentales realizados en el marco de la cátedra Teoría y Técnica del Periodismo Audiovisual II, como “Memoria de la Sangre”, filmado en San Carlos; “Sueños peregrinos”, "Santito" y “Cuatro décadas”, en conmemoración del 40.º aniversario de la carrera de Comunicación Social.

## Institutos
- Instituto de Filosofía [12]
- Instituto de Geografía (IGUNNE) [13]
- Instituto de Historia [14]
- Instituto de Investigaciones en Educación [15]
- Instituto de Letras "Alfredo Veiravé" [16]
- Museo Regional de Antropología "Juan Alfredo Martinet"

### Instituto de investigaciones en Comunicación Social (IIComS)
El Instituto de Investigaciones en Comunicación Social (IIComS) pertenece al Departamento de Comunicación Social. Fue aprobado como proyecto de gestión en abril del año 2023. Tiene como fin contribuir a la producción y construcción de conocimiento sobre los procesos comunicacionales haciendo énfasis en lo local y regional, y, a la vez, en sus vínculos con los escenarios globales. Además, recupera, sistematiza y articula el trabajo de estudiantes, docentes e investigadores/ras, en diferentes iniciativas de investigación y extensión.
Dentro de sus objetivos, pueden destacarse la promoción de la investigación en el campo de los estudios en Comunicación, desde la perspectiva de las Ciencias Sociales y Humanas, el estímulo a la constitución de Grupos de Investigación y la presentación de proyectos  de investigación financiados tanto por la UNNE como por otros organismos nacionales e internacionales y el fomento a la incorporación a dichos proyectos de estudiantes de grado y posgrado, tanto en carácter de tesistas como de adscriptos/as, becarios/as y pasantes. Además, busca organizar y auspiciar reuniones científicas, espacios de comunicación  y otras actividades así como incentivar la divulgación de conocimiento. 
El trabajo de este Instituto se organiza en siete líneas de acción: Comunicación y tecnologías; Historia, prácticas y lógicas del periodismo y los medios; Comunicación y Cultura; Comunicación y Educación; Género, racismo y desigualdades; Comunicación, hábitat y ambiente; y Estudios de imagen y del audiovisual. Desde estas líneas, se acompañan diversos proyectos de investigación. 